# Худоліївка (Черкаський район)
Худолі́ївка — українське село у Черкаському районі Черкаської області, підпорядковане Медведівській сільській громаді. Розташоване за 31 км від міста Чигирин. Населення — 695 чоловік.
На півдні межує з селом Трушівці, на заході з селами Деменці та Зам'ятниця, на півночі з селом Чорнявка. Біля села проходить автошлях Р10.

## Історія
В середині 18 століття, на місці, де знаходиться сучасна Худоліївка, було глухе місце, куди втікали від своїх поміщиків селяни-кріпаки і поступово заселяли його. За спогадами старожилів, першим поселився сюди селянин на прізвище Куцевол із села Худоліївка Чернігівської губернії, що знаходилося біля Пирятина. Припускають, що він і назвав нове село ім'ям свого рідного села. За іншою версією, назва села походить від того, що селянам дуже погано жилося, "худо", землі мало, велику площу займали піски.[джерело?]
Також існує версія про бунтаря, старшину Запорізької Січі Худолія, якого в 1650 році, частиною запорожців було проголошено гетьманом. Й досі у навколишніх притясминських селах мешкає чимало людей на прізвище Худолій.[джерело?]
Село відоме також тим, що з нього починають родові корені відомого українського історика — Михайла Грушевського. Принаймні архівні згадки про те, що його прадід, дід, численні родичі народилися і жили у Худоліївці, наводять наукові джерела.
Село було визволене від німецьких військ 15 грудня 1943 року.

## Населення

### Мова
Розподіл населення за рідною мовою за даними перепису 2001 року:
| Мова            | Відсоток |
| --------------- | -------- |
| українська      | 97,29%   |
| російська       | 1,90%    |
| інші/не вказали | 0,81%    |

## Сучасність
Нині в селі працюють сільрада, 2 сільськогосподарські товариства: СТОВ «Урожай СК» і СТОВ «Чигиринзерно», ПП В. М. Цибенко, ПП «ФЕБ 2006», загальноосвітня школа І-ІІ ступенів, фельдшерсько-акушерський пункт, будинок культури, бібліотека, відділення поштового зв'язку, 4 об'єкти роздрібної торгівлі, парафія УПЦ Московського патріархату.

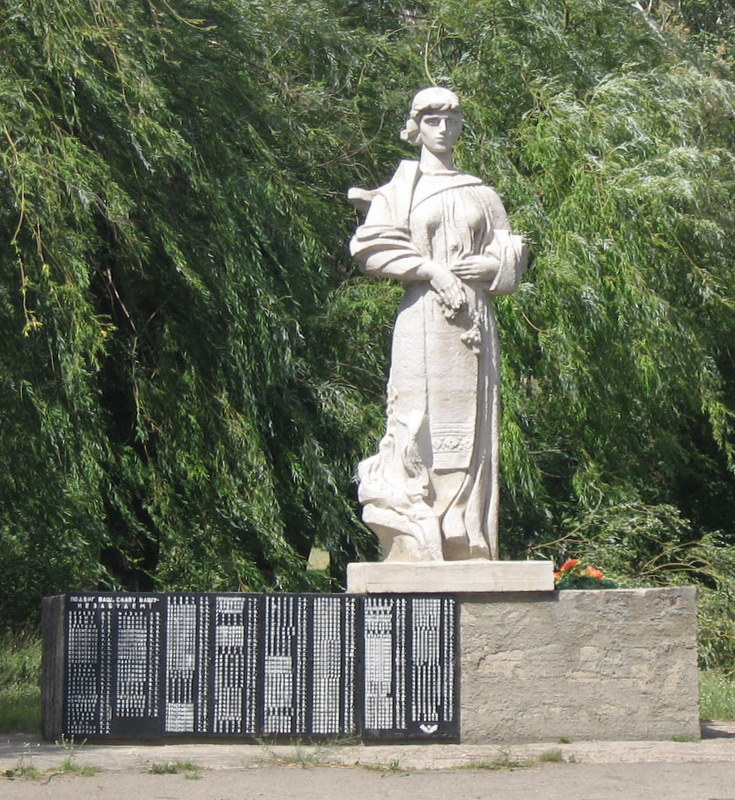
Пам'ятник загиблим односельчанам у Другій світовій війні.
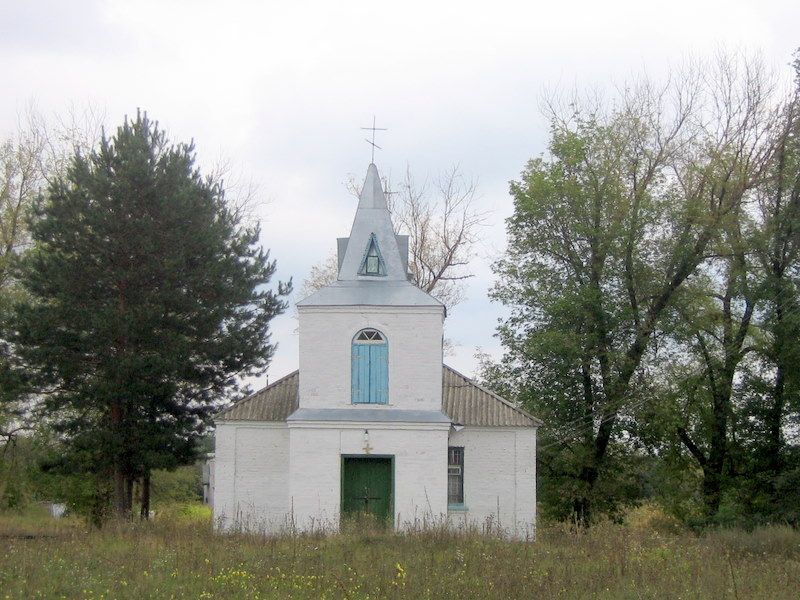
Церква Святої Параскеви
Сільрада та сільський клуб

## Відомі люди

### Народилися
- Грушевський Марко Федорович — церковний діяч, педагог, етнограф, краєзнавець.

### Працювали
- Міхненко Григорій Кирилович — український педагог, Заслужений вчитель Української РСР, Герой Соціалістичної праці. У 1937—1939 роках працював директором Худоліївської семирічної школи.

### Публікації
- Бочилов П. Худоліївка: [З історії села] //Зоря комунізму. — 1990. — 7 серпня.